# Prins Paris
 For alternative betydninger, se Paris (flertydig). (Se også artikler, som begynder med Paris)
Paris også kaldet  Alexandros er i græsk mytologi prins af Troja og en af kong Priamos og dronning Hekabes 19 sønner. I Iliaden kaldes han også Alexandros.
Paris blev valgt til dommer i skønhedskonkurrencen mellem de tre skønneste gudinder: Hera, Athene og Afrodite. Han kårede Afrodite som den smukkeste, og hun gav ham som lovet den skønne Helena, som Paris bragte med sig hjem til Troja. Da hun var gift med kong Menelaos af Sparta, begyndte Den Trojanske Krig.
I krigen dræbte Paris Achilleus med en pil styret af Apollon, og  Filoktetes skød Paris med Herakles' bue.